# Atalaia do Norte
Atalaia do Norte este un oraș în unitatea federativă Amazonas (AM) din Brazilia. Atalaia do Norte a fost fondat în 1955.